# Victor Dahms
Victor Dahms, Anagramm aus Mads Thorvic, (geboren 7. April 1973 in Montreal) ist ein Publizist.

## Leben
Sein Vater ist ein gebürtiger Däne, der nach Kanada auswanderte und dort als Chemiker und Trichinenbeschauer tätig war. Seine Mutter ist eine deutsche Lehrerin aus Hamburg.
Thorvic studierte einige Semester an der kanadischen McGill University, arbeitete zunächst als Pharmavertreter auf den Philippinen sowie im Raum Düsseldorf und Duisburg. Er veröffentlichte unter wechselnden Pseudonymen mehrere Essays, Kurzgeschichten und Verse.

## Veröffentlichungen
- Dr Dahms Kotzfibel, Verlag Peter Guhl, Rohrbach/Pfalz, 1996, ISBN 3-930760-22-3
- Die Religion der Regenwürmer, Lenz, Neu-Isenburg, 2010, ISBN 978-3-933037-80-0
- Lichter aus und Kerzen an, Guhl, Rohrbach/Pfalz, 2012, ISBN 978-3-930760-72-5
- Fluchtpunkt Durlach, Guhl, Rohrbach/Pfalz, 2012, ISBN 978-3-930760-71-8

| Personendaten    | Personendaten |
| ---------------- | ------------- |
| NAME             | Dahms, Victor |
| ALTERNATIVNAMEN  | Thorvic, Mads |
| KURZBESCHREIBUNG | Publizist     |
| GEBURTSDATUM     | 7. April 1973 |
| GEBURTSORT       | Montreal      |